# Эрленбах-Кандель
Эрленбах-Кандель (нем. Erlenbach bei Kandel) — община в Германии, в земле Рейнланд-Пфальц. 
Входит в состав района Гермерсхайм. Подчиняется управлению Кандель.  Население составляет 692 человека (на 31 декабря 2010 года). Занимает площадь 5,47 км².